# Canistota
Canistota é uma cidade localizada no estado norte-americano de Dakota do Sul, no Condado de McCook.

## Demografia
Segundo o censo norte-americano de 2000, a sua população era de 700 habitantes.
Em 2006, foi estimada uma população de 683, um decréscimo de 17 (-2.4%).

## Geografia
De acordo com o United States Census Bureau tem uma área de
1,5 km², dos quais 1,5 km² cobertos por terra e 0,0 km² cobertos por água. Canistota localiza-se a aproximadamente 473 m acima do nível do mar.

## Localidades na vizinhança
O diagrama seguinte representa as localidades num raio de 20 km ao redor de Canistota.